# Wereldbeker zwemmen 2011
De wereldbeker zwemmen 2011 was een serie van zeven zwemwedstrijden op de kortebaan (25 meter), die gehouden werden in oktober en november 2011 in zeven verschillende steden in Azië en Europa. Eindwinnaars waren de Zuid-Afrikaan Chad le Clos bij de mannen en de Zweedse Therese Alshammar bij de vrouwen.

## Kalender
| # | Data           | Locatie   | Resultaten |
| - | -------------- | --------- | ---------- |
| 1 | 7/8 oktober    | Dubai     | [ 1 ]      |
| 2 | 15/16 oktober  | Stockholm | [ 2 ]      |
| 3 | 18/19 oktober  | Moskou    | [ 3 ]      |
| 4 | 22/23 oktober  | Berlijn   | [ 4 ]      |
| 5 | 4/5 november   | Singapore | [ 5 ]      |
| 6 | 8/9 november   | Peking    | [ 6 ]      |
| 7 | 12/13 november | Tokio     | [ 7 ]      |

## Klassementen

### Mannen
| Rang | Naam            | Nationaliteit    | Punten (Bonuspunten) | Punten (Bonuspunten) | Punten (Bonuspunten) | Punten (Bonuspunten) | Punten (Bonuspunten) | Punten (Bonuspunten) | Punten (Bonuspunten) | Totaal |
| Rang | Naam            | Nationaliteit    | DUB                  | STO                  | MOS                  | BER                  | SIN                  | PEK                  | TOK                  | Totaal |
| ---- | --------------- | ---------------- | -------------------- | -------------------- | -------------------- | -------------------- | -------------------- | -------------------- | -------------------- | ------ |
| 1    | Chad le Clos    | Zuid-Afrika      | 25                   | 16                   | 20                   | 25                   | 25                   | 25                   | 40                   | 176    |
| 2    | Hidemasa Sano   | Japan            | —                    | 25                   | 25                   | 20                   | —                    | —                    | 20                   | 90     |
| 3    | Marco Koch      | Duitsland        | 20                   | 5                    | —                    | 2                    | 16                   | 16                   | 6                    | 65     |
| 4    | Naoya Tomita    | Japan            | —                    | 7                    | 2                    | —                    | 20                   | 13                   | 10                   | 52     |
| 5    | Takeshi Matsuda | Japan            | —                    | —                    | —                    | —                    | —                    | —                    | 50                   | 50     |
| 6    | Michael Phelps  | Verenigde Staten | —                    | —                    | 16                   | 16                   | —                    | —                    | —                    | 32     |
| 7    | Kazuya Kaneda   | Japan            | —                    | —                    | —                    | —                    | —                    | —                    | 32                   | 32     |
| 8    | Daiya Seto      | Japan            | —                    | 13                   | —                    | 5                    | —                    | —                    | 14                   | 32     |
| 9    | Kenneth To      | Australië        | —                    | 20                   | 10                   | 1                    | —                    | —                    | —                    | 31     |
| 10   | Ryo Tateishi    | Japan            | —                    | —                    | —                    | —                    | —                    | —                    | 26                   | 26     |

### Vrouwen
| Rang | Naam              | Nationaliteit    | Punten (Bonuspunten) | Punten (Bonuspunten) | Punten (Bonuspunten) | Punten (Bonuspunten) | Punten (Bonuspunten) | Punten (Bonuspunten) | Punten (Bonuspunten) | Totaal |
| Rang | Naam              | Nationaliteit    | DUB                  | STO                  | MOS                  | BER                  | SIN                  | PEK                  | TOK                  | Totaal |
| ---- | ----------------- | ---------------- | -------------------- | -------------------- | -------------------- | -------------------- | -------------------- | -------------------- | -------------------- | ------ |
| 1    | Therese Alshammar | Zweden           | —                    | 16                   | 16                   | 13                   | 25                   | 25                   | 50                   | 145    |
| 2    | Missy Franklin    | Verenigde Staten | —                    | —                    | 25                   | 25 (20)              | —                    | —                    | —                    | 70     |
| 3    | Choi Hye-ra       | Zuid-Korea       | —                    | 3                    | 2                    | —                    | 16                   | 7                    | 32                   | 60     |
| 4    | Blair Evans       | Australië        | —                    | —                    | —                    | —                    | 20                   | 20                   | 6                    | 46     |
| 5    | Lu Ying           | China            | —                    | 13                   | 13                   | —                    | —                    | 16                   | —                    | 42     |
| 6    | Allison Schmitt   | Verenigde Staten | —                    | —                    | 20                   | 20                   | —                    | —                    | —                    | 40     |
| 7    | Aya Terakawa      | Japan            | —                    | —                    | —                    | —                    | —                    | —                    | 40                   | 40     |
| 8    | Angie Bainbridge  | Australië        | —                    | 20                   | —                    | 10                   | —                    | —                    | —                    | 30     |
| 9    | Daryna Zevina     | Oekraïne         | 25                   | —                    | —                    | 2                    | —                    | —                    | —                    | 27     |
| 10   | Haruka Ueda       | Japan            | —                    | —                    | —                    | —                    | —                    | —                    | 26                   | 26     |

## Dagzeges

### Vrije slag

#### 50 meter
| Wedstrijd    | Mannen                         | Mannen  | Mannen | Vrouwen           | Vrouwen | Vrouwen |
| Wedstrijd    | Winnaar                        | Land    | Tijd   | Winnaar           | Land    | Tijd    |
| ------------ | ------------------------------ | ------- | ------ | ----------------- | ------- | ------- |
| #1:Dubai     | Krisztián Takács Jason Dunford | HUN KEN | 21,78  | Marleen Veldhuis  | NED     | 24,14   |
| #2:Stockholm | Stefan Nystrand                | SWE     | 21,70  | Therese Alshammar | SWE     | 23,80   |
| #3:Moskou    | Brent Hayden                   | CAN     | 21,65  | Therese Alshammar | SWE     | 24,27   |
| #4:Berlijn   | Sergej Fesikov                 | RUS     | 21,45  | Therese Alshammar | SWE     | 23,67   |
| #5:Singapore | Lu Zhiwu                       | CHN     | 21,56  | Therese Alshammar | SWE     | 23,98   |
| #6:Peking    | Kyle Richardson                | AUS     | 21,75  | Emma McKeon       | AUS     | 24,15   |
| #7:Tokio     | Kenta Ito                      | JPN     | 21,25  | Cate Campbell     | AUS     | 23,93   |

#### 100 meter
| Wedstrijd    | Mannen           | Mannen | Mannen | Vrouwen             | Vrouwen | Vrouwen |
| Wedstrijd    | Winnaar          | Land   | Tijd   | Winnaar             | Land    | Tijd    |
| ------------ | ---------------- | ------ | ------ | ------------------- | ------- | ------- |
| #1:Dubai     | Jason Dunford    | KEN    | 47,95  | Ranomi Kromowidjojo | NED     | 52,88   |
| #2:Stockholm | Stefan Nystrand  | SWE    | 47,08  | Sarah Sjöström      | SWE     | 52,44   |
| #3:Moskou    | Nikita Lobintsev | RUS    | 47,32  | Missy Franklin      | USA     | 52,80   |
| #4:Berlijn   | Brent Hayden     | CAN    | 47,06  | Missy Franklin      | USA     | 52,09   |
| #5:Singapore | Cameron McEvoy   | AUS    | 47,33  | Emma McKeon         | AUS     | 52,41   |
| #6:Peking    | Kyle Richardson  | AUS    | 47,38  | Emma McKeon         | AUS     | 53,09   |
| #7:Tokio     | Kyle Richardson  | AUS    | 47,31  | Cate Campbell       | AUS     | 52,31   |

#### 200 meter
| Wedstrijd    | Mannen             | Mannen | Mannen  | Vrouwen                        | Vrouwen | Vrouwen |
| Wedstrijd    | Winnaar            | Land   | Tijd    | Winnaar                        | Land    | Tijd    |
| ------------ | ------------------ | ------ | ------- | ------------------------------ | ------- | ------- |
| #1:Dubai     | Wong Kai Wai David | HKG    | 1.46,70 | Wang Shijia                    | CHN     | 1.56,76 |
| #2:Stockholm | Paul Biedermann    | GER    | 1.43,44 | Sarah Sjöström                 | SWE     | 1.52,92 |
| #3:Moskou    | Paul Biedermann    | GER    | 1.43,15 | Missy Franklin Allison Schmitt | USA     | 1.53,72 |
| #4:Berlijn   | Paul Biedermann    | GER    | 1.42,42 | Allison Schmitt                | USA     | 1.52,08 |
| #5:Singapore | Chad le Clos       | RSA    | 1.43,80 | Blair Evans                    | AUS     | 1.55,48 |
| #6:Peking    | Chad le Clos       | RSA    | 1.43,62 | Blair Evans                    | AUS     | 1.54,81 |
| #7:Tokio     | Chad le Clos       | RSA    | 1.43,79 | Haruka Ueda                    | JPN     | 1.53,77 |

#### 400 meter
| Wedstrijd    | Mannen          | Mannen | Mannen  | Vrouwen          | Vrouwen | Vrouwen |
| Wedstrijd    | Winnaar         | Land   | Tijd    | Winnaar          | Land    | Tijd    |
| ------------ | --------------- | ------ | ------- | ---------------- | ------- | ------- |
| #1:Dubai     | Samuel Pizzetti | ITA    | 3.45,45 | Petra Granlund   | SWE     | 4.15,53 |
| #2:Stockholm | Paul Biedermann | GER    | 3.43,45 | Angie Bainbridge | AUS     | 4.03,02 |
| #3:Moskou    | Paul Biedermann | GER    | 3.40,40 | Allison Schmitt  | USA     | 4.02,23 |
| #4:Berlijn   | Paul Biedermann | GER    | 3.41,19 | Allison Schmitt  | USA     | 3.59,71 |
| #5:Singapore | David McKeon    | AUS    | 3.42,82 | Blair Evans      | AUS     | 4.01,15 |
| #6:Peking    | Robert Hurley   | AUS    | 3.41,93 | Blair Evans      | AUS     | 3.58,31 |
| #7:Tokio     | Robert Hurley   | AUS    | 3.42,44 | Blair Evans      | AUS     | 4.01,24 |

#### 1500/800 meter
| Wedstrijd    | Mannen            | Mannen | Mannen   | Vrouwen          | Vrouwen | Vrouwen |
| Wedstrijd    | Winnaar           | Land   | Tijd     | Winnaar          | Land    | Tijd    |
| ------------ | ----------------- | ------ | -------- | ---------------- | ------- | ------- |
| #1:Dubai     | Samuel Pizzetti   | ITA    | 14.56,85 | Spela Bohinc     | SLO     | 8.45,43 |
| #2:Stockholm | Pál Joensen       | FRO    | 14.52,00 | Evelyn Verrasztó | HUN     | 8.20,78 |
| #3:Moskou    | Stefan Sorak      | SRB    | 15.04,07 | Jelena Sokolova  | RUS     | 8.21,82 |
| #4:Berlijn   | Sébastien Rouault | FRA    | 14.48,31 | Lotte Friis      | DEN     | 8.16,99 |
| #5:Singapore | David McKeon      | AUS    | 14.56,90 | Jessica Pengelly | RSA     | 8.22,05 |
| #6:Peking    | Hao Yun           | CHN    | 14.40,15 | Zhou Lili        | CHN     | 8.18,79 |
| #7:Tokio     | Youhei Takaguchi  | JPN    | 14.42,22 | Ren Luomeng      | CHN     | 8.22,59 |

### Rugslag

#### 50 meter
| Wedstrijd    | Mannen             | Mannen | Mannen | Vrouwen         | Vrouwen | Vrouwen |
| Wedstrijd    | Winnaar            | Land   | Tijd   | Winnaar         | Land    | Tijd    |
| ------------ | ------------------ | ------ | ------ | --------------- | ------- | ------- |
| #1:Dubai     | Masafumi Yamaguchi | JPN    | 24,17  | Miyuki Takemura | JPN     | 27,12   |
| #2:Stockholm | Flori Lang         | SUI    | 24,46  | Rachel Goh      | AUS     | 26,63   |
| #3:Moskou    | Vitali Borisov     | RUS    | 24,22  | Rachel Goh      | AUS     | 26,91   |
| #4:Berlijn   | Cheng Feiyi        | CHN    | 23,79  | Rachel Goh      | AUS     | 26,80   |
| #5:Singapore | Jérémy Stravius    | FRA    | 23,76  | Rachel Goh      | AUS     | 26,73   |
| #6:Peking    | Sun Xiaolei        | CHN    | 23,34  | Zhao Jing       | CHN     | 26,52   |
| #7:Tokio     | Junya Koga         | JPN    | 24,02  | Aya Terakawa    | JPN     | 26,44   |

#### 100 meter
| Wedstrijd    | Mannen             | Mannen | Mannen | Vrouwen        | Vrouwen | Vrouwen |
| Wedstrijd    | Winnaar            | Land   | Tijd   | Winnaar        | Land    | Tijd    |
| ------------ | ------------------ | ------ | ------ | -------------- | ------- | ------- |
| #1:Dubai     | Masafumi Yamaguchi | JPN    | 52,28  | Daryna Zevina  | UKR     | 58,18   |
| #2:Stockholm | Kenneth To         | AUS    | 52,07  | Rachel Goh     | AUS     | 57,55   |
| #3:Moskou    | Cheng Feiyi        | CHN    | 52,14  | Missy Franklin | USA     | 57,39   |
| #4:Berlijn   | Aschwin Wildeboer  | ESP    | 50,23  | Missy Franklin | USA     | 56,73   |
| #5:Singapore | Jérémy Stravius    | FRA    | 51,80  | Rachel Goh     | AUS     | 57,30   |
| #6:Peking    | Sun Xiaolei        | CHN    | 50,99  | Gao Chang      | CHN     | 57,22   |
| #7:Tokio     | Junya Koga         | JPN    | 51,21  | Aya Terakawa   | JPN     | 56,28   |

#### 200 meter
| Wedstrijd    | Mannen         | Mannen | Mannen  | Vrouwen          | Vrouwen | Vrouwen    |
| Wedstrijd    | Winnaar        | Land   | Tijd    | Winnaar          | Land    | Tijd       |
| ------------ | -------------- | ------ | ------- | ---------------- | ------- | ---------- |
| #1:Dubai     | Chad le Clos   | RSA    | 1.55,95 | Daryna Zevina    | UKR     | 2.02,94    |
| #2:Stockholm | Chad le Clos   | RSA    | 1.54,33 | Belinda Hocking  | AUS     | 2.05,76    |
| #3:Moskou    | Michael Phelps | USA    | 1.53,24 | Missy Franklin   | USA     | 2.03,61    |
| #4:Berlijn   | Michael Phelps | USA    | 1.50,34 | Missy Franklin   | USA     | 2.00,03 WR |
| #5:Singapore | Omar Pinzón    | COL    | 1.52,27 | Alexianne Castel | FRA     | 2.04,85    |
| #6:Peking    | Omar Pinzón    | COL    | 1.50,46 | Melissa Ingram   | NZL     | 2.03,00    |
| #7:Tokio     | Omar Pinzón    | COL    | 1.51,15 | Melissa Ingram   | NZL     | 2.03,39    |

### Schoolslag

#### 50 meter
| Wedstrijd    | Mannen             | Mannen | Mannen | Vrouwen             | Vrouwen | Vrouwen |
| Wedstrijd    | Winnaar            | Land   | Tijd   | Winnaar             | Land    | Tijd    |
| ------------ | ------------------ | ------ | ------ | ------------------- | ------- | ------- |
| #1:Dubai     | Marco Koch         | GER    | 27,51  | Liu Xiaoyu          | CHN     | 30,52   |
| #2:Stockholm | Glenn Snyders      | NZL    | 27,04  | Jennie Johansson    | SWE     | 30,05   |
| #3:Moskou    | Li Xiayan          | CHN    | 26,87  | Valentina Artemjeva | RUS     | 30,23   |
| #4:Berlijn   | Glenn Snyders      | NZL    | 26,88  | Valentina Artemjeva | RUS     | 30,04   |
| #5:Singapore | Christian Sprenger | AUS    | 26,67  | Leiston Pickett     | AUS     | 30,29   |
| #6:Peking    | Christian Sprenger | AUS    | 26,64  | Leiston Pickett     | AUS     | 30,23   |
| #7:Tokio     | Christian Sprenger | AUS    | 26,54  | Leiston Pickett     | AUS     | 30,28   |

#### 100 meter
| Wedstrijd    | Mannen             | Mannen | Mannen | Vrouwen             | Vrouwen | Vrouwen |
| Wedstrijd    | Winnaar            | Land   | Tijd   | Winnaar             | Land    | Tijd    |
| ------------ | ------------------ | ------ | ------ | ------------------- | ------- | ------- |
| #1:Dubai     | Marco Koch         | GER    | 59,07  | Liu Xiaoyu          | CHN     | 1.04,79 |
| #2:Stockholm | Alexander Dale Oen | NOR    | 58,30  | Jennie Johansson    | SWE     | 1.05,27 |
| #3:Moskou    | Naoya Tomita       | JPN    | 58,81  | Valentina Artemjeva | RUS     | 1.06,35 |
| #4:Berlijn   | Glenn Snyders      | NZL    | 57,82  | Jennie Johansson    | SWE     | 1.05,60 |
| #5:Singapore | Christian Sprenger | AUS    | 57,91  | Kim Hye-jin         | KOR     | 1.05,78 |
| #6:Peking    | Christian Sprenger | AUS    | 57,99  | Leiston Pickett     | AUS     | 1.05,49 |
| #7:Tokio     | Ryo Tateishi       | JPN    | 57,52  | Kim Hye-jin         | KOR     | 1.05,37 |

#### 200 meter
| Wedstrijd    | Mannen       | Mannen | Mannen  | Vrouwen         | Vrouwen | Vrouwen |
| Wedstrijd    | Winnaar      | Land   | Tijd    | Winnaar         | Land    | Tijd    |
| ------------ | ------------ | ------ | ------- | --------------- | ------- | ------- |
| #1:Dubai     | Marco Koch   | GER    | 2.04,97 | Fan Rong        | CHN     | 2.22,58 |
| #2:Stockholm | Naoya Tomita | JPN    | 2.05,13 | Kim Hye-jin     | KOR     | 2.22,41 |
| #3:Moskou    | Naoya Tomita | JPN    | 2.06,51 | Kanako Watanabe | JPN     | 2.20,94 |
| #4:Berlijn   | Marco Koch   | GER    | 2.04,61 | Kanako Watanabe | JPN     | 2.20,03 |
| #5:Singapore | Naoya Tomita | JPN    | 2.04,93 | Kanako Watanabe | JPN     | 2.20,32 |
| #6:Peking    | Marco Koch   | GER    | 2.04,72 | Kanako Watanabe | JPN     | 2.19,05 |
| #7:Tokio     | Ryo Tateishi | JPN    | 2.03,49 | Rie Kaneto      | JPN     | 2.19,72 |

### Vlinderslag

#### 50 meter
| Wedstrijd    | Mannen        | Mannen | Mannen | Vrouwen           | Vrouwen | Vrouwen |
| Wedstrijd    | Winnaar       | Land   | Tijd   | Winnaar           | Land    | Tijd    |
| ------------ | ------------- | ------ | ------ | ----------------- | ------- | ------- |
| #1:Dubai     | Jason Dunford | KEN    | 23,33  | Marleen Veldhuis  | NED     | 26,02   |
| #2:Stockholm | Geoff Huegill | AUS    | 22,70  | Therese Alshammar | SWE     | 25,23   |
| #3:Moskou    | Geoff Huegill | AUS    | 22,96  | Therese Alshammar | SWE     | 25,06   |
| #4:Berlijn   | Geoff Huegill | AUS    | 22,67  | Therese Alshammar | SWE     | 25,18   |
| #5:Singapore | Jason Dunford | KEN    | 22,92  | Therese Alshammar | SWE     | 25,01   |
| #6:Peking    | Shi Feng      | CHN    | 23,47  | Therese Alshammar | SWE     | 25,40   |
| #7:Tokio     | Ryo Takayasu  | JPN    | 22,68  | Therese Alshammar | SWE     | 25,35   |

#### 100 meter
| Wedstrijd    | Mannen              | Mannen | Mannen | Vrouwen           | Vrouwen | Vrouwen |
| Wedstrijd    | Winnaar             | Land   | Tijd   | Winnaar           | Land    | Tijd    |
| ------------ | ------------------- | ------ | ------ | ----------------- | ------- | ------- |
| #1:Dubai     | Chad le Clos        | RSA    | 50,66  | Wang Junyao       | CHN     | 58,05   |
| #2:Stockholm | Tyler McGill        | USA    | 51,04  | Therese Alshammar | SWE     | 55,99   |
| #3:Moskou    | Jevgeni Korotysjkin | RUS    | 50,72  | Lu Ying           | CHN     | 56,63   |
| #4:Berlijn   | Jevgeni Korotysjkin | RUS    | 50,04  | Therese Alshammar | SWE     | 55,62   |
| #5:Singapore | Chad le Clos        | RSA    | 50,63  | Therese Alshammar | SWE     | 56,03   |
| #6:Peking    | Chad le Clos        | RSA    | 50,93  | Therese Alshammar | SWE     | 55,76   |
| #7:Tokio     | Ryo Takayasu        | JPN    | 50,52  | Therese Alshammar | SWE     | 55,95   |

#### 200 meter
| Wedstrijd    | Mannen          | Mannen | Mannen  | Vrouwen        | Vrouwen | Vrouwen |
| Wedstrijd    | Winnaar         | Land   | Tijd    | Winnaar        | Land    | Tijd    |
| ------------ | --------------- | ------ | ------- | -------------- | ------- | ------- |
| #1:Dubai     | Chad le Clos    | RSA    | 1.52,55 | Petra Granlund | SWE     | 2.09,71 |
| #2:Stockholm | Hidemasa Sano   | JPN    | 1.51,33 | Gong Jie       | CHN     | 2.03,91 |
| #3:Moskou    | Hidemasa Sano   | JPN    | 1.51,62 | Gong Jie       | CHN     | 2.04,32 |
| #4:Berlijn   | Chad le Clos    | RSA    | 1.50,15 | Choi Hye-ra    | KOR     | 2.04,48 |
| #5:Singapore | Chad le Clos    | RSA    | 1.51,05 | Choi Hye-ra    | KOR     | 2.04,11 |
| #6:Peking    | Chad le Clos    | RSA    | 1.51,74 | Choi Hye-ra    | KOR     | 2.03,65 |
| #7:Tokio     | Takeshi Matsuda | JPN    | 1.49,50 | Choi Hye-ra    | KOR     | 2.04,16 |

### Wisselslag

#### 100 meter
| Wedstrijd    | Mannen         | Mannen | Mannen | Vrouwen                | Vrouwen | Vrouwen |
| Wedstrijd    | Winnaar        | Land   | Tijd   | Winnaar                | Land    | Tijd    |
| ------------ | -------------- | ------ | ------ | ---------------------- | ------- | ------- |
| #1:Dubai     | Chad le Clos   | RSA    | 53,48  | Sze Hang Yu            | HKG     | 1.01,53 |
| #2:Stockholm | Kenneth To     | AUS    | 52,02  | Theresa Michalak       | GER     | 59,30   |
| #3:Moskou    | Michael Phelps | USA    | 52,19  | Erica Morningstar      | CAN     | 1.00,57 |
| #4:Berlijn   | Michael Phelps | USA    | 51,65  | Francesca Halsall      | GBR     | 58,73   |
| #5:Singapore | Chad le Clos   | RSA    | 53,06  | Olivia Halicek         | AUS     | 59,86   |
| #6:Peking    | Chad le Clos   | RSA    | 52,89  | Jiao Liuyang Zhao Jing | CHN     | 59,50   |
| #7:Tokio     | Takuro Fujii   | JPN    | 52,78  | Zhao Jing              | CHN     | 59,54   |

#### 200 meter
| Wedstrijd    | Mannen         | Mannen | Mannen  | Vrouwen           | Vrouwen | Vrouwen |
| Wedstrijd    | Winnaar        | Land   | Tijd    | Winnaar           | Land    | Tijd    |
| ------------ | -------------- | ------ | ------- | ----------------- | ------- | ------- |
| #1:Dubai     | Chad le Clos   | RSA    | 1.55,14 | Izumi Kato        | JPN     | 2.09,04 |
| #2:Stockholm | Daiya Seto     | JPN    | 1.54,65 | Erica Morningstar | CAN     | 2.07,90 |
| #3:Moskou    | Chad le Clos   | RSA    | 1.55,26 | Erica Morningstar | CAN     | 2.08,46 |
| #4:Berlijn   | Michael Phelps | USA    | 1.51,89 | Erica Morningstar | CAN     | 2.06,97 |
| #5:Singapore | Chad le Clos   | RSA    | 1.54,06 | Choi Hye-ra       | KOR     | 2.08,40 |
| #6:Peking    | Chad le Clos   | RSA    | 1.55,04 | Choi Hye-ra       | KOR     | 2.07,72 |
| #7:Tokio     | Kosuke Hagino  | JPN    | 1.53,67 | Choi Hye-ra       | KOR     | 2.07,23 |

#### 400 meter
| Wedstrijd    | Mannen         | Mannen | Mannen  | Vrouwen           | Vrouwen | Vrouwen |
| Wedstrijd    | Winnaar        | Land   | Tijd    | Winnaar           | Land    | Tijd    |
| ------------ | -------------- | ------ | ------- | ----------------- | ------- | ------- |
| #1:Dubai     | Chad le Clos   | RSA    | 4.04,58 | Izumi Kato        | JPN     | 4.34,52 |
| #2:Stockholm | Chad le Clos   | RSA    | 4.03,10 | Zsuzsanna Jakabos | HUN     | 4.29,65 |
| #3:Moskou    | Daiya Seto     | JPN    | 4.07,16 | Izumi Kato        | JPN     | 4.34,00 |
| #4:Berlijn   | Michael Phelps | USA    | 4.01,49 | Izumi Kato        | JPN     | 4.31,93 |
| #5:Singapore | Chad le Clos   | RSA    | 4.04,16 | Miyu Otsuka       | JPN     | 4.31,35 |
| #6:Peking    | Chad le Clos   | RSA    | 4.07,35 | Zhou Min          | CHN     | 4.30,66 |
| #7:Tokio     | Daiya Seto     | JPN    | 4.02,44 | Miho Takahashi    | JPN     | 4.29,98 |